# Rhomboda petelottii
Rhomboda petelottii är en orkidéart som först beskrevs av François Gagnepain, och fick sitt nu gällande namn av Paul Ormerod. Rhomboda petelottii ingår i släktet Rhomboda och familjen orkidéer. Inga underarter finns listade i Catalogue of Life.